# 천강 (남진)
천강(天康, 566년 2월 ~ 567년 1월)은 진(陳) 문제(文帝) 진천(陳蒨)의 두번째 연호이다. 10개월 동안 사용하였다. 566년 4월, 문제의 뒤를 이어 즉위한 폐제(廢帝) 진백종(陳伯宗)이 남은 8개월 동안 이어서 사용하였으며 567년에 개원하였다.

## 개원
- 천가(天嘉) 7년 2월 29일[1](566년 4월 4일)에 연호를 천강(天康)으로 개원함.[2][3][4][5]

- 천강(天康) 2년 1월 3일[6](567년 1월 28일)에 연호를 광대(光大)로 개원함.[7][3][8][5]

## 연대 대조표
| 천강        | 원년            | 2년        |
| 서기        | 566년           | 567년      |
| 간지        | 병술(丙戌)      | 정해(丁亥) |
| 북제 (北齊) | 천통(天統) 2년  | 3년        |
| 북주 (北周) | 천화(天和) 원년 | 2년        |
| 후량 (後梁) | 천보(天保) 5년  | 6년        |

## 동시대 연호

### 한국
신라(新羅)
- 개국(開國) (551년 ~ 568년)

### 중국
북제(北齊)
- 천통(天統) (565년 ~ 569년)

북주(北周)
- 천화(天和) (566년 ~ 572년)

후량(後梁)
- 천보(天保) (562년 ~ 585년)

고창국(高昌國)
- 연창(延昌) (561년 ~ 601년)

## 같이 보기
- 중국의 연호 목록